# Земля Бранковича
Земля Бранковича (серб. Земља Бранковића) або Вукова земля (серб. Вукова земља) або Область Бранковича (серб. Област Бранковића) — одна з держав, що виникли після розпаду Сербського царства у 1371 році  зі смертю його правителя, царя Стефана Уроша V. Єдиним правителем держави був Вук Бранкович, син севастократора Бранко Младеновича.
Через шлюб з дочкою царя Лазаря Вук отримав під управління більшу частину Косова. Пізніше їм були приєднані землі Рашки, Полімя і Метохії. Найважливішими містами держави були Приштина, Прізрен, Печ, Скоп'є, Рас та інші.